# Murali Nair
Pour les articles homonymes, voir Nair.
Murali Nair, né le 10 janvier 1966 à Anandapuram (au Kerala, en Inde), est un réalisateur et scénariste indien qui a réalisé huit films depuis 1993.
Son film Le Trône de la mort a été projeté dans la section Un certain regard au Festival de Cannes 1999 où il a remporté la Caméra d'Or.

## Filmographie

### Comme réalisateur
- 1993 : Tragedy of an Indian Farmer
- 1996 : Un long voyage (Oru Neenda Yathra)
- 1999 : Le Trône de la mort (Marana Simhasanam)
- 2001 : A Dog's Day (Pattiyude Divasam)
- 2003 : A Story That Begins at the End (Arimpara)
- 2007 : Unni
- 2008 : Stories on Human Rights
- 2009 : La Chèvre stérile (Laadli Laila)